# Данил Влаховић
Данил (световно Димитрије Влаховић; Чуруг, око 1740 — бања Дорна, 20. август 1822) био је српски калуђер, намесник ковиљски, професор богословије у Сучави и епископ буковински у Черновици

## Биографија
Рођен је у Чуругу у Бачкој, крштен као Димитрије. У родном селу је био парох 1764—1768. године. Замонашио се у манастиру Ковиљу.
Јеромонах Влаховић је постао економ бачког манастира Ковиља у Бачкој фебруара 1780. године. Касније је он и намесник до 1786. године када је на позив буковинског епископа Херескула позван у Сучаву. Био је први Србин предавач и управитељ Православне богословије у Сучави, до 1789. године. Био је веома успешан професор примењујући Рајићев учевни метод. Од октобра 1788. године помоћници су му на богословији: син Петар Влаховић (пре тога мирски свештеник у Петровом Селу) и извесни Георгије Поповић. Влаховић је био веома цењен од Молдаваца, а то се види и по захтеву Конзисторије која је 23. априла 1788. године тражила од државне власти, да му се повећа плата и да чин архимандрита. Имао је тада 33 ученика, које је квалитетно спремао за испит.
По смрти епископа Доситеја Хирескула изабран је 25. априла 1789. године за епископа буковинског са седиштем у Черновици. Ту је следеће 1790. године пренео богословију и уредио је у владичанском двору. Богословију је укинула државна власт 16. августа 1816. године.
Био је велики реорганизатор своје епархије. Учествовао је на Темишварском црквено-народном сабору 1790. године.